# Nabeul

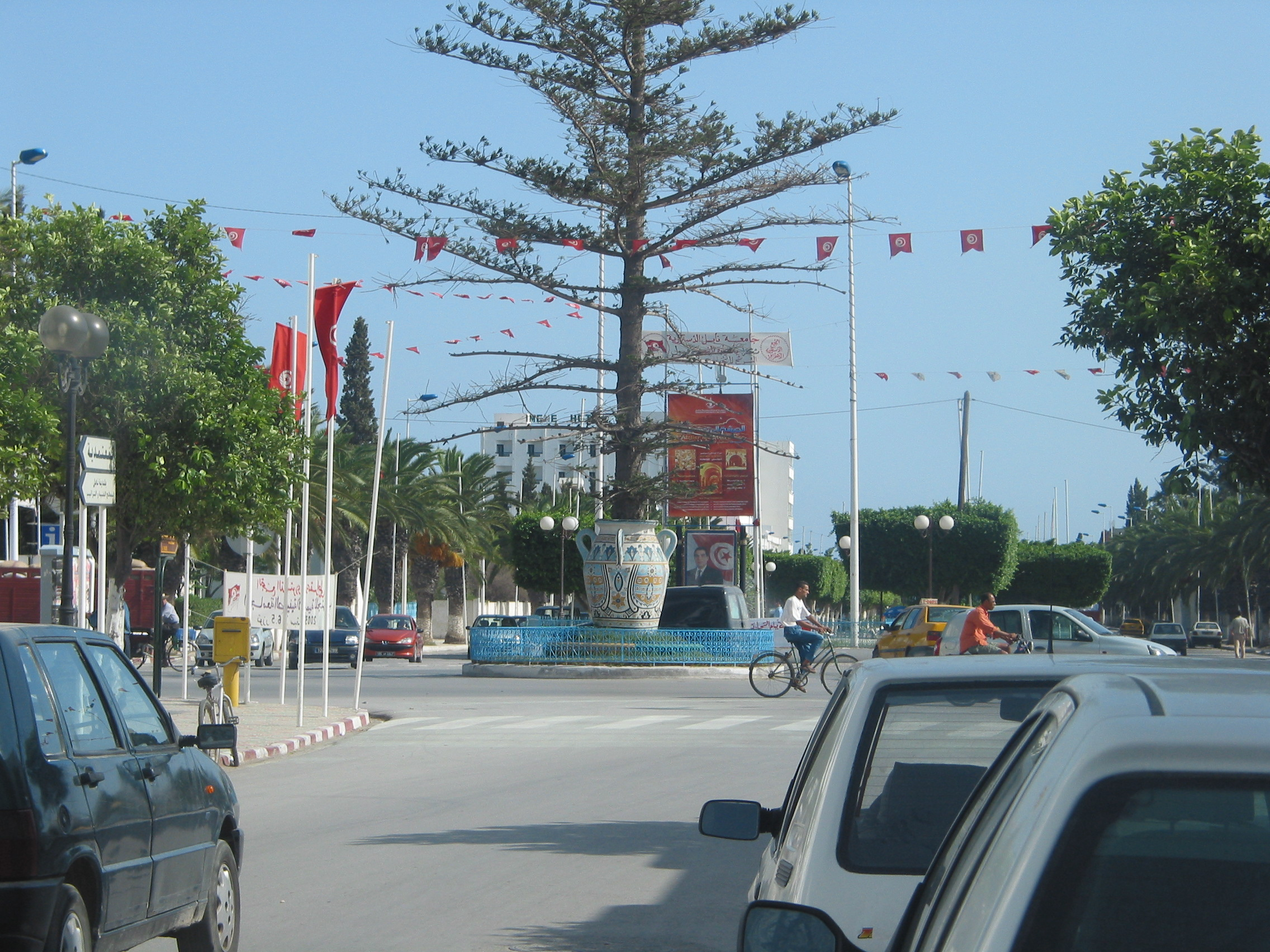
Nabeul

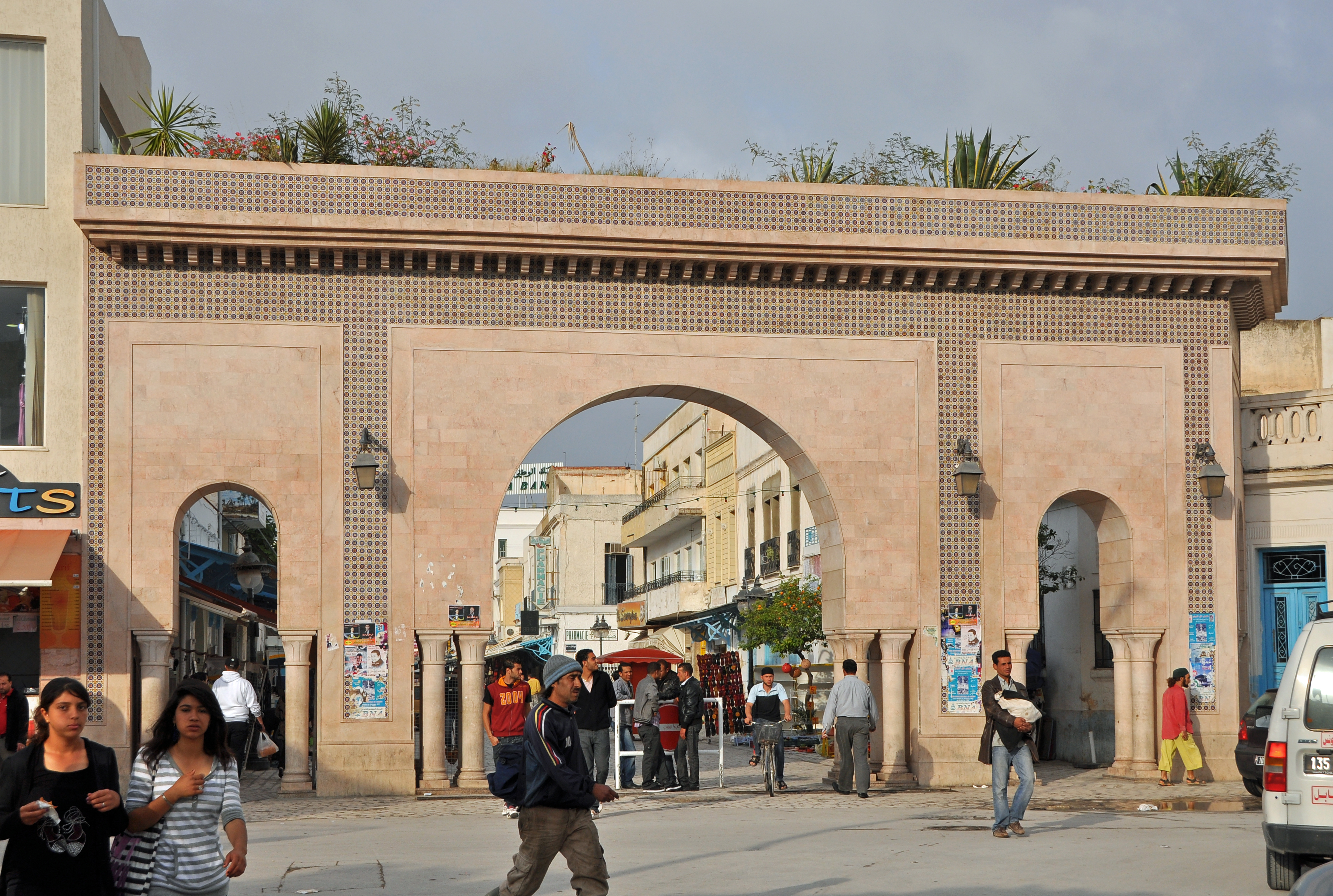
Porta de la ciutat

Nabeul (àrab: نابل, Nābil) és una ciutat de Tunísia, capital de la governació de Nabeul, a la regió de Cap Bon, situada uns 5 km al nord-est d'Hammamet i a 63 km de Tunis. La municipalitat té 56.387 habitants però ha absorbit de fet a algunes localitats veïnes (Dar Chaabane, Béni Khiar i El Maâmoura cap al nord-est) i forma una gran aglomeració de 120.000 habitants; cap al sud està a tocar d'Hammamet i les dues ciutats formen una conurbació de 185.000 habitants. És capçalera d'una delegació amb 60.420 habitants.

## Economia
La ciutat es dedica principalment al turisme i els serveis, amb l'agricultura (cítrics, sobretot taronges) i l'artesanat (la ceràmica n'és molt coneguda) com a altres activitats rellevants. A la ciutat es fan unes singulars figuretes de sucre, l'únic lloc de Tunísia on es poden trobar.

## Patrimoni
Al centre de la ciutat hi ha un museu regional amb mosaics interessants de tota la regió. El mausoleu de Sidi Slimène, restaurat darrerament, és també cèntric. La medina o centre històric, amb l'espai Khayati a una casa de notables locals, ha sofert una gran transformació amb la restauració d'alguns edificis i l'establiment d'una zona de vianants. La zona vella de la ciutat o medina inclou un museu d'arts i tradicions de la regió, la notable casa de Dar Bya, el museu Dar Taieb, la casa Dar Zmèn (del segle xix) amb una bona col·lecció d'objectes d'art, i el mausoleu del rabí Iaqub Slama, un talmudista de Tunis que va ensenyar a l'escola del rabí Rafel El Fassi i va viure a Nabeul vers el 1773.
A 2 km de la ciutat es troben les ruïnes de l'antiga ciutat de Neapolis, que donen nom a la moderna Nabeul, excavades des del 1965. S'hi conserven alguns mosaics del segle iv a l'anomenada casa de les Nimfes; també hi ha les ruïnes d'una fàbrica de garum propera a la costa.
A mig camí entre Nabeul i Hammamet s'ha construït un parc aquàtic conegut com Les Dauphins, d'ús exclusivament turístic.

## Història
Fou l'antiga ciutat de Neàpolis, fou fundada vers el 500 aC o abans per colons grecs, tot i que va passar tot seguit als cartaginesos. Tucídides la qualifica de centre comercial cartaginès i diu que era la més antiga de les ciutats d'Àfrica després de Cartago.
La primera menció de Neàpolis és de l'any 413 aC, quan s'explica que uns mariners espartans van fer escala a una ciutat de nom Neàpolis anant de Cirene a Sicília. El Terratrèmol de Creta del 365 la va destruir i va deixar la major de la superfície sota les aigües. El 310 aC la va ocupar Agàtocles que va respectar els seus habitants.
El 148 aC els romans se'n van apoderar i el cònsol Calpurni Pisó la va destruir. La ciutat es va refer lentament i va esdevenir colònia en temps de Juli Cèsar (Colonia Julia Neapolis), però a partir del segle v primer els vàndals, després els romans d'Orient, després els amazics del rerepaís i finalment els àrabs van acabar d'ensorrar-la. Es va refer al segle xiii.
La ciutat es va oposar al protectorat francès el 1881. La municipalitat es va fundar el 30 de juliol de 1887 i va ser de les primeres del país.
Després de 1970 ha tingut un fort creixement ocasionat per l'afluència de turistes, especialment a partir dels anys noranta. La ciutat celebra diversos festivals: festival d'estiu; fira d'artesania, a l'agost, i fira internacional de Nabeul, l'abril o maig, entre d'altres.

## Administració
És el centre de la delegació o mutamadiyya homònima, amb codi geogràfic 15 51 (ISO 3166-2:TN-12), dividida en sis sectors o imades:
- El Asouak (15 51 51)
- Ennour (15 51 52)
- Bir Challouf (15 51 53)
- Niapolis (15 51 54)
- El Hadayek (15 51 55)
- Hedi Chaker (15 51 56)

Al mateix temps, forma una municipalitat o baladiyya (codi geogràfic 15 11), creada el 30 de juliol de 1887 i dividida en tres circumscripcions o dàïres:
- Nabeul (15 11 11)
- Bir Chellouf (15 11 12)
- Sidi Amor (15 11 13)